# Dunlopov ventil
Dunlopov ventil (tradicionalni ventil, Woodsov ventil, engleski ventil), vrsta ventila koji se najčešće koristi na biciklima u čitavom svijetu, pa ga većina biciklista smatra tradicionalnim ventilom. Ventil je dobio naziv prema škotskom veterinaru i izumitelju Johnu Boydu Dunlopu koji je 1887. godine razvio prvi praktični pneumatik s ventilom. Woodsov ventil, sinonim za Dunlopov ventil, dobio je naziv po C. H. Woodsu koji je izumio savršeni mali ventil kakav danas poznajemo.
Dunlopov ventil nekoć je bio popularan u Velikoj Britaniji, a još se uvijek široko koristi u Japanu, Nizozemskoj, Njemačkoj te zemljama Trećeg svijeta posebice na jednobrzinskim biciklima za udobnu vožnju na ravnom terenu.
Jezgru ventila jednostavno je promijeniti, a zrak se može vrlo brzo ispustiti. Postavljanje zračnice s Dunlopovim ventilom na obruč prilično je nezgodno jer se gornji prsten s navojem, koji drži jezgru ventila unutar trupa ventila, mora odviti kako bi ventil mogao proći kroz rupu za ventil izdubljenu na obruču. Pumpanje je jedino moguće nakon što su jezgra ventila i pričvrsni prsten postavljeni na svoje mjesto, tj. trup ventila. Na tradicionalnom Dunlopovu ventilu nemoguće je provjeriti tlak, no danas su razvijeni posebni alati kako bi se to ipak omogućilo.

## Više informacija
- Schraderov ventil